# Georgische Sprache
Die georgische Sprache (Eigenbezeichnung ქართული ენა kartuli ena) ist die Amtssprache in Georgien und wird von etwa vier Millionen Menschen gesprochen (Stand 2013). Ihre Schreibrichtung ist von links nach rechts.
Das Georgische gehört mit Mingrelisch, Lasisch und Swanisch zu den südkaukasischen Sprachen.
Zur Schreibung der georgischen Sprache wird die Alphabetschrift Mchedruli verwendet, die 33 Buchstaben aufweist.

## Phonologie
Georgisch hat fünf vokalische und 28 konsonantische Phoneme, darunter auch Ejektive. Die Konsonanten können sehr große Konsonantencluster bilden (zum Beispiel der Name der georgischen Stadt Mzcheta, oder, als Extrembeispiel, der georgische Zungenbrecher „ihr pellt uns“ oder „ihr ruiniert uns“: gvprzkvnit). Jedes Phonem wird durch je einen bestimmten georgischen Buchstaben dargestellt.
Jedes georgische Nomen im Nominativ endet mit einem Vokal.
| ა (a)                    | ე (e)                | ი (i)                   | ო (o)                   | უ (u)                     |
| ------------------------ | -------------------- | ----------------------- | ----------------------- | ------------------------- |
| დედა (deda) Mutter       | მზე (mse) Sonne      | ქალი (kali) Frau        | გოგო (gogo) Magd        | ძუ (dsu) Weibchen         |
| მამა (mama) Vater        | მთვარე (mtware) Mond | კაცი (kazi) Mann        | ლოქო (loko) Wels        | თავბრუ (tawbru) Schwindel |
| ბებია (bebia) Großmutter | დღე (dghe) Tag       | ფესვი (peswi) Wurzel    | წყარო (zqaro) Quellbach | ყრუ (qru) Tauber          |
| ბაბუა (babua) Großvater  | ღამე (ghame) Nacht   | ხვადი (chwadi) Männchen | ოქრო (okro) Gold        | ბუ (bu) Eule              |

### Betonung
Im Unterschied zu den Sprachvarianten und Dialekten des Georgischen ist die Betonung der literarischen Sprache sehr schwach. Bei zwei- und dreisilbigen Wörtern liegt die Betonung meistens auf der ersten, bei viersilbigen auf der zweiten Silbe.
- ცა (tsa) – der Himmel; ხე (che) – der Baum; კი (ki) – Ja, ხო (cho) – Jawohl; რუ (ru) der Bach; კუ (ku) die Schildkröte.

- კაბა (kaba) das Kleid; თათი (tati) – die Pfote; თითი (titi) – der Finger; დიდი (didi) groß; გოგო (gogo) – das Mädchen, Magd; ძაძა (dsadsa) – das Trauerkleid; ძუძუ (dsudsu) – die Brust (eines Menschen).

- გათავდა (gatawda) – ausgegangen; გადაიწვა (gadaizwa) – ausgebrannt.

- გაგვიწვიმდა (gagwitswimda) – Es fing (uns = mit Dat. ethic.) an, zu regnen; გამოიდარა (gamoidara) – Es ist wieder gutes Wetter (= Es hörte auf, zu regnen); გაგვიმართლა (gagwimartla) – Wir hatten Glück.

- გაფუჭებული (gaputschebuli) – kaputt; გაკეთებული (gaketebuli) – gemacht.

- მასწავლებელი (maszawlebeli) – der Lehrer; მატარებელი (matarebeli) – der Zug; დამრიგებელი (damrigebeli) – der Tutor.

- ჭამა-სმა (tschama-sma) – das Essen und Trinken; მიმოსვლა (mimoswla) – der Verkehr; მისვლა-მოსვლა (miswla-moswla) – das Kommen und Gehen.

### Satzmelodie
Ja-Nein-Fragen werden – anders als im Deutschen – mit einer steigend-fallenden Intonation realisiert.

## Grammatik
Für die georgische Sprache ist sowohl die Agglutination als auch die Wurzelflexion kennzeichnend. Eine Besonderheit ist das Fehlen des grammatischen Geschlechts (Genus), und das Substantiv kennt weder einen bestimmten noch einen unbestimmten Artikel.
Statt der zum Beispiel im Deutschen üblichen Präpositionen verwendet das Georgische Postpositionen, die entweder allein stehen oder an das Nomen angefügt werden können. Ein deutsches Beispiel für eine Postposition ist „den Fluss entlang“. Georgisch hat 7 Fälle (Nominativ, Dativ, Genitiv, Instrumental, Adverbial (Essiv und Translativ), Vokativ und Ergativ). Der Ergativ tritt als Subjektkasus mit bestimmten Verbformen auf, nämlich beim Aorist und Optativ transitiver Verben. Georgisch ist also eine Split-Ergativsprache. Wie in den meisten flektierenden Sprachen ist die Wortstellung relativ frei. Die konjugierten Formen des Verbs markieren einen Bezug sowohl zum Subjekt als auch zum direkten oder indirekten Objekt des Satzes.
Es gibt also nicht nur eigene Formen für „ich sehe“ (wchedaw), „du siehst“ ((h)chedaw) usw., sondern auch für „ich sehe dich“ (gchedaw), „ich sehe euch“ (gchedawt), „du siehst mich“ (mchedaw), „du siehst uns“ (gwchedaw), „du siehst ihn“ ((h) chedaw) usw.
Während sich die indogermanischen Sprachen verschiedener Zeiten bedienen, um Gegenwärtiges, Vergangenes, Zukünftiges und Mögliches darzustellen, kommen im Georgischen elf sogenannte mzkriwi (=> Reihen. Englische Schreibweise in Grammatikbüchern = mtskrivi) zum Einsatz. Auch sie ordnen der Zeit des Geschehens eine bestimmte Verbform zu, jedoch tritt durch Agglutination nicht nur eine Änderung des Verbs auf, sondern auch Subjekt und Objekt des Satzes ändern den Fall, in dem sie stehen. Beispielsweise steht bei den Formen der Präsens- und Futurgruppe das Subjekt meist im Nominativ, bei den Formen der Aoristgruppe teils im Nominativ, teils im Ergativ (abhängig von der Transitivität des Verbs) und bei den Formen der Perfektgruppe im Dativ; ähnlich ändert sich der Kasus des Objekts. Auch die hohe Anzahl unregelmäßig flektierter (insbesondere suppletiver) Verben ist auffällig, zum Beispiel beim Verb für „sagen“, das mehrere Stämme hat: eubneba (Präsens) „er sagt es ihm“, ’etqwis (Futur) „er wird es ihm sagen“, utchra (Aorist) „er sagte es ihm/hat es ihm gesagt“, utkwams (Perfekt) „er hat es ihm (offensichtlich) gesagt“.

### Satzarten im Georgischen

#### Deklarativsätze
- Musteraussagesatz: Anna arbeitet als Bibliothekarin.

| Georgisch                  | Duden-Transkription           | Beschreibung/Bemerkung              |
| -------------------------- | ----------------------------- | ----------------------------------- |
| ანა მუშაობს ბიბლიოთეკარად. | (ana muschaobß bibliotekarad) |                                     |
| ანა ბიბლიოთეკარად მუშაობს. | (ana bibliotekarad muschaobß) |                                     |
| ბიბლიოთეკარად მუშაობს ანა. | (bibliotekarad musachobß ana) | Mit Betonung darauf, was Anna macht |

#### Interrogativsätze

##### Fragesätze ohne Fragewort
- Musterfragesatz: Wohnt Anna in Berlin?

| Georgisch              | Duden-Transkription         | Bemerkung / Semant. Hauptakzent            |
| ---------------------- | --------------------------- | ------------------------------------------ |
| ანა ბერლინში ცხოვრობს? | (ana berlinschi zchowrobß?) | (Ob Anna in Berlin wohnt.)                 |
| ბერლინში ცხოვრობს ანა? | (berlinschi zchowrobß ana?) | (Ob Anna in Berlin wohnt.)                 |
| ანა ცხოვრობს ბერლინში? | (ana zchowrobß berlinschi?) | (Ob Anna! (<= !) in Berlin wohnt.)         |
| ბერლინში ანა ცხოვრობს? | (berlinschi ana zchowrobß?) | (Ob Anna (<= !) in Berlin (<= !) wohnt.)   |
| ცხოვრობს ბერლინში ანა? | (zchowrobß berlinschi ana?) | (Ob Anna in Berlin (<= überhaupt!) wohnt.) |
| ცხოვრობს ანა ბერლინში? | (zchowrobß ana berlinschi?) | (Ob Anna in Berlin wohnt (<= überhaupt).)  |

##### Fragesätze mit Fragewort
- Musterfragesatz: Wo wohnt Anna?

| Georgisch         | Duden-Transkription |
| ----------------- | ------------------- |
| სად ცხოვრობს ანა? | ßad zchowrobß ana?  |
| ანა სად ცხოვრობს? | ana ßad zchowrobß?  |

#### Imperativsätze
Befehlssatzmuster 1
| Georgisch             | Duden-Transkription        | Deutsche Bedeutung               | Bemerkung    |
| --------------------- | -------------------------- | -------------------------------- | ------------ |
| დაჯექი მეორე მხარეს!  | (dadsheki meore mchareß!)  | Setz Dich auf die andere Seite!  | Einzahlform  |
| დაჯექით მეორე მხარეს! | (dadshekit meore mchareß!) | Setzt Euch auf die andere Seite! | Mehrzahlform |

Befehlssatzmuster 2
| Georgisch                | Duden-Transkription          | Deutsche Bedeutung               | Bemerkung    |
| ------------------------ | ---------------------------- | -------------------------------- | ------------ |
| დაბრძანდი მეორე მხარეს!  | (dabrdsandi meore mchareß!)  | Setz Dich auf die andere Seite!  | Einzahlform  |
| დაბრძანდით მეორე მხარეს! | (dabrdsandit meore mchareß!) | Setzt Euch auf die andere Seite! | Mehrzahlform |

| Georgisch              | Duden-Transkription        | Deutsche Bedeutung                   | Bemerkung                             |
| ---------------------- | -------------------------- | ------------------------------------ | ------------------------------------- |
| დავჯდეთ მეორე მხარეს!  | (dawdshdet meore mchareß!) | Setzen wir uns auf die andere Seite! | nicht normativ, aber weit verbreitet  |
| დავსხდეთ მეორე მხარეს! | (dawßchdet meore mchareß!) | Setzt Euch auf die andere Seite!     | gebraucht von normbewussten Sprechern |

## Wortschatz und Wortbildung

### (Grund)wortschatz
(Inhaltlich orientiert nach Swadesh-Liste)

#### Familie
- (e) Familie - ოჯახი (odsháchi), კერა (kéra) = (r) Herd, კომლი (kómli),
  - ოჯახობა (odsháxoba), ცოლ-შვილი (zól-schwili), სახლეული (ßachléuli), სახლობა (ßáchloba)

| Deutsch    | Georgisch mit Dudentranskription | Parallele od. Koseformen              | Dialekt. Formen                       |
| ---------- | -------------------------------- | ------------------------------------- | ------------------------------------- |
| Mutter     | დედა - déda                      | დე (de), დედი (dédi)                  | ნენა (néna), ნენი (néni), ნანა (nána) |
| Vater      | მამა - máma                      | მა (ma), მამი (mámi), მამიკო (mámiko) | ბაბა (bába), ბაბაია (babaía)          |
| Großmutter | ბებია - bébia                    | ბე (be), ბები (bébi), ბებიკო (bébiko) | დიდედა (dídeda)                       |
| Großvater  | პაპა - papa                      | ბაბუ (bábu), ბაბუკო (bábuko)          | ბაბუა - bábua                         |
| Kind       | შვილი - schwíli                  | შვილიკო (schwíliko)                   | ძე (dse), ქალი (káli),                |
| Tochter    | ქალიშვილი - kálischwíli          | ასული (áßuli), შვილი (schwíli)        | ძღაბი (dzghábi), გოგო (gógo)          |
| Sohn       | ვაჟიშვილი - vazhischwili         | ძე (déd-mama), შვილი (schwíli)        | ბიჭი (bítschi)                        |
| die Eltern | მშობელი - mschóbeli              | მშობლები (mschóblebi)                 | დედ-მამა (déd-mama)                   |
| Enkelkind  | შვილიშვილი - schwilischwíli      | შვილი (schwíli)                       | ბადიში (bádischi)                     |

#### Menschlicher Körper
| Deutsch            | Georgisch mit Dudentranskription                   |
| ------------------ | -------------------------------------------------- |
| der Kopf           | თავი - táwi                                        |
| der Nacken         | კეფა - kéfa                                        |
| der Schädel        | ქალა - kála                                        |
| der Hals           | კისერი - kíseri                                    |
| das Genick         | ქეჩო (kétscho); კინჩხი (kíntschchi)                |
| die Kehle          | ყელი - kéli                                        |
| der Kehlkopf       | ხორხი - chórchi                                    |
| der Gaumen         | სასა - ßàßa                                        |
| die Fontanelle     | ყიფლიბანდი - qíflibandi                            |
| die Schläfe        | საფეთქელი - sapétkeli                              |
| das Auge           | თვალი - twáli                                      |
| das Augenlid       | ქუთუთო - kútuto                                    |
| die Wimper         | წამწამი - zámzami                                  |
| die Braue          | წარბი - zárbi                                      |
| die Stirn          | შუბლი - schúbli                                    |
| das Ohr            | ყური - qúri                                        |
| das Ohrläppchen    | ბიბილო - bíbilo                                    |
| die Nase           | ცხვირი - zchwíri                                   |
| der Mund           | პირი - píri                                        |
| das Gesicht        | სახე - ßáche, Jargon => სიფათი - ßífati            |
| die Lippe          | ტუჩი - tútschi, => Poet. - ბაგე báge               |
| die Zunge          | ენა - éna                                          |
| der Zahn           | კბილი - kbíli                                      |
| der Kiefer         | ყბა - qba, ღრანჭი - ghrántschi                     |
| der Finger         | თითი - títi                                        |
| die Zehe           | ფეხის თითი - péchis títi                           |
| der Nagel          | ფრჩხილი - prtschchíli                              |
| der Arm            | მკლავი - mkláwi                                    |
| der Ellbogen       | ნიდაყვი - idakwi                                   |
| die Achselgrube    | იღლია - íghlia                                     |
| der Fuß            | ტერფი - térpi                                      |
| das Bein           | ფეხი - péchi                                       |
| der Körper         | სხეული - ßchéuli                                   |
| die Muskel         | კუნთი - kúnti                                      |
| die Haut           | კანი - káni                                        |
| das Haar           | თმა - tma                                          |
| der Schopf         | ქოჩორი - kótschori                                 |
| die Bart           | წვერი - zwéri                                      |
| das Schamhaar      | ფანჩარი - pántschari                               |
| der Brustkorb      | მკერდი - mkérdi                                    |
| die Brust          | ძუძუ - dsúdsu                                      |
| die Schulter       | მხარი - mchári                                     |
| das Kreuz          | წელი - zéli                                        |
| der Wirbel         | ხერხემალი - cherchémali                            |
| der Bauch          | მუცელი - múzeli                                    |
| der Nabel          | ჭიპი - tschípi                                     |
| die Drüse          | ჯირკვალი - dshírkwali                              |
| der Schoß          | კალთა - kálta                                      |
| das Knie           | მუხლი - múchli                                     |
| der Schenkel       | ბარძაყი - bárdsaqi                                 |
| die Hüfte          | თეძო - Thédso                                      |
| der Unterschenkel  | წვივი - zwíwi                                      |
| die Ferse          | ქუსლი - kúsli                                      |
| das Glied          | ასო - áßo, Grob. => ყლე yle                        |
| der Arsch          | ტრაკი - tráki                                      |
| der Anus – proktos | პროჭი - prótschi                                   |
| das Herz           | გული - gúli                                        |
| die Handfläche     | ხელის გული - chélis gúli                           |
| die Faust          | მუშტი - múschti, მუჭი - mútschi                    |
| das Handgelenk     | მაჯა - mádsha                                      |
| die Hand           | ხელი - chéli                                       |
| die Leber          | ღვიძლი - ghwídsli                                  |
| die Niere          | თირკმელი - tírkmeli, Dialekt. => ჭაჭა - tschátscha |
| die Lunge          | ფილტვი - píltwi                                    |
| das Gehirn         | ტვინი - twíni                                      |

#### Personalpronomina
| Deutsch                        | Georgisch mit Dudentranskription         | Dialekt. od. parallele Formen          |
| ------------------------------ | ---------------------------------------- | -------------------------------------- |
| ich (die 1. Pers. Sg.)         | მე - me                                  | -                                      |
| du (die 2. Pers. Sg.)          | შენ - schen                              | შე (Vokativ: sche)                     |
| er, sie, es (die 2. Pers. Sg.) | ის - iß; Für Ergativ: მას - (maß)        | ეგი (egi) – 'der', იგი (ígi) – 'jener' |
| wir (die 1. Pers. Pl.)         | ჩვენ - tschwen                           | -                                      |
| ihr (die 2. Pers. Pl.)         | თქვენ - tkwen                            | თქვე - (Vokativ:tkwe)                  |
| sie (die 3. Pers. Pl.)         | ისინი - íßini; Für Ergativ: მათ - (math) | ეგენი (égeni), იგინი (ígini)           |
| Sie (Höflichkeitsform)         | თქვენ - tkwen                            | Siehe die 2. Pers. Pl.                 |

#### Rechts... Links
| Deutsch | Georgisch | Duden-Transkription | Abgeleitet von                  | Bemerkung                                                        |
| ------- | --------- | ------------------- | ------------------------------- | ---------------------------------------------------------------- |
| rechts  | მარჯვნივ  | (márdshwniw)        | der rechten Hand                | მარჯვე (márdshve) Fleißig, გამარჯვება (gamardshweba) Sieg        |
| links   | მარცხნივ  | (márzchniw)         | der linken hand                 | მარცხი (márzchi) Niederlage, დამარცხება (damárzcheba) Niederlage |
| gerade  | პირდაპირ  | (pírdapir)          | vom Mund (Gesichtsrichtung) aus | პირდაპირი (pirdápiri) geradlinig                                 |

#### Possessiva
| Deutsch                | Georgisch mit Dudentranskription | Bemerkung            |
| ---------------------- | -------------------------------- | -------------------- |
| mein                   | ჩემი - tschémi                   | Kein Genusunteschied |
| dein                   | შენი - schéni                    | Kein Genusunteschied |
| sein, ihr, sein        | მისი - míßi                      | Kein Genusunteschied |
| unser                  | ჩვენი - tschwéni                 | Kein Genusunteschied |
| euer                   | თქვენი - tkwéni                  | Kein Genusunteschied |
| sein                   | მათი - máti                      | Kein Genusunteschied |
| Ihr (Höflichkeitsform) | თქვენი - tkwéni                  | Kein Genusunteschied |

#### Demonstrativa
| Deutsch        | Georgisch mit Dudentranskription | Parallele od. Dialekt. Formen | Bemerkung                |
| -------------- | -------------------------------- | ----------------------------- | ------------------------ |
| dieser (hier!) | ეს - eß                          | ეგი - egi                     | hier (an der Stelle)     |
| dieser (dort!) | ის - iß                          | იგი - igi                     | dort (von hier entfernt) |

Hinweisende Wörter für Personen und Orte überschneiden sich in manchen Dialekten.
| Deutsch | Georgisch mit Dudentranskription | Parallele od. Dialekt. Formen | Bemerkung               |
| ------- | -------------------------------- | ----------------------------- | ----------------------- |
| hier    | აქ - ak                          | აგერ - agér, აქე - aké        | hier (an der Stelle)    |
| dort    | იქ - ik                          | ეგერ - éger                   | dort (entfernt)         |
| Da!     | აი! - aí                         | ა! - a                        | Dies hier od. Dies dort |

#### Interrogativa
| Deutsch | Georgisch mit Dudentranskription |
| ------- | -------------------------------- |
| wer?    | ვინ? - win                       |
| was?    | რა? - ra; რას? - raß             |
| wessen? | ვისი? - wíßi; რისი? - ríßi       |
| wo?     | სად? - ßad                       |
| wohin?  | საით? - ßáit                     |
| wie?    | როგორ? - rógor                   |

#### Farben
| Deutsch | Georgisch mit Dudentranskription |
| ------- | -------------------------------- |
| schwarz | შავი - scháwi                    |
| weiß    | თეთრი - théthri                  |
| blau    | ლურჯი - lúrdshi                  |
| grün    | მწვანე - mzváne                  |
| rot     | წითელი - zítheli                 |
| grau    | რუხი - rúchi                     |

#### Vögel
| Deutsch                 | Georgisch mit Dudentranskription                |
| ----------------------- | ----------------------------------------------- |
| der Vogel               | ფრინველი - prínveli                             |
| der Nestvogel           | ბარტყი - bártqi                                 |
| der Flügel              | ფრთა - prta                                     |
| der Feder               | ბუმბული - búmbuli, dialekt. => ბუნდღა - búndgha |
| die Daune               | ბურტყლი - búrtqli                               |
| der Schnabel            | ნისკარტი - nískarti                             |
| das Ei                  | კვერცხი - kwérzchi                              |
| die Klaue; (die Kralle) | კლანჭი - klántschi                              |
| das Huhn                | ქათამი - kátami                                 |
| das Huhn                | დედალი - dédali                                 |
| das Küken               | წიწილა - zízila                                 |
| der Hahn                | მამალი - mámali                                 |
| das Hähnchen            | ყვინჩილა kwíntschila                            |
| die Gans                | ბატი - báti                                     |
| das Gänseküchlein       | ბჟიტი - bzhíti                                  |
| die Ente                | იხვი - íchwi, Dialekt. => კვატი - kwáti         |
| das Perlhuhn            | ციცარი - zízari                                 |
| der Truthahn            | ინდაური - indáuri                               |
| der Fasan               | ხოხობი chóchobi                                 |
| der Fink                | სკვინჩა - skwíntscha                            |
| die Lerche              | ტოროლა - tórola                                 |
| das Nest; (der Horst)   | ბუდე - búde                                     |
| fliegen                 | ფრენა - préna                                   |

#### Tiere
| Deutsch                | Georgisch mit Dudentranskription              |
| ---------------------- | --------------------------------------------- |
| der Hund               | ძაღლი - dsághli                               |
| die Katze              | კატა - káta                                   |
| die Kuh                | ძროხა - dsrócha                               |
| das Kalb               | ხბო - chbo                                    |
| der Stier              | ხარი - chári; ბუღა búgha                      |
| das Schwein            | ღორი - ghóri                                  |
| das Wildschwein        | ტახი - táchi                                  |
| das Ferkel             | ბურვაკი - búrwaki, გოჭი - gótschi             |
| die Borsten            | ჯაგარი - dshágari                             |
| der Büffel             | კამეჩი - kamétschi                            |
| die Büffelkuh          | ფური - púri                                   |
| die Ziege              | თხა - tcha                                    |
| das Zicklein           | თიკანი - tíkani                               |
| das Schaf              | ცხვარი - zchwári                              |
| der Widder             | ვერძი - wérdsi                                |
| das Pferd              | ცხენი - zchéni                                |
| die Stute              | ფაშატი - páschati                             |
| der Esel               | ვირი - wíri                                   |
| das Maultier           | ჯორი - dshóri                                 |
| das Weibchen           | ძუ - dsu; ნეზვი (Ziege, Schwein usw.) – nésvi |
| das Männchen           | ხვადი - chwádi                                |
| die Zitze              | ძუძუ - dsúdsu                                 |
| das Euter              | ჟიქანი - dshíkani                             |
| der Schlund, die Kehle | ხახა - chácha                                 |
| der Luchs              | ფოცხვერი - pózchweri                          |
| die Herde              | ჯოგი - dshógi                                 |

#### Fische
| Deutsch                | Georgisch mit Dudentranskription |
| ---------------------- | -------------------------------- |
| der Fisch              | თევზი - tévsi                    |
| der Rogen, (der Laich) | ქვირითი - kwíriti                |
| die Schuppe            | ქერცლი - kérzli                  |
| die Forelle            | კალმახი - kálmachi               |
| der Wels               | ლოქო - lóko, ღლავი - ghláwi      |
| der Stör               | ზუთხი - súthchi, თართი tharthi   |
| der Hering             | ქაშაყი - qáschaqi                |
| der Lachs              | ორაგული - oráguli                |
| die Barbe              | წვერა - zwéra                    |
| der Gründling          | ციმორი - zímori                  |

#### Pflanzen
| Deutsch                 | Georgisch mit Dudentranskription |
| ----------------------- | -------------------------------- |
| der Baum                | ხე - che                         |
| die Pflanze             | მცენარე - mzénare                |
| die Same                | თესლი - tésli                    |
| das Korn (das Getreide) | მარცვალი- márzvwali              |
| die Reife               | მწიფე - mzipe                    |
| unreif                  | მკუხე - mkúche                   |
| die Eiche               | მუხა - múcha                     |
| die Eichel              | რკო - rko                        |
| der Wald                | ტყე - tqe                        |
| die Tanne               | ნაძვი - nádswi                   |
| die Edeltanne           | სოჭი - ßótschi                   |
| die Wildbirne           | პანტა - pánta                    |
| die Ulme                | თელა - théla                     |
| der Hopfen              | სვია - ßwia                      |
| die Hagebuche           | რცხილა - rzchíla                 |
| der (große) Zweig       | ტოტი - tóti; შტოი - schtói       |
| der (kleine) Zweig      | რტო - rto                        |
| der Stengel             | ღერო - ghéro                     |
| der Stiel               | ღერი - ghéri                     |
| der Lauch               | პრასა - práßa                    |
| der Koriander           | ქინძი - kíndsi                   |
| die Minze               | პიტნა - pítna                    |
| der Pfeffer             | პილპილი - pílpili                |
| der Estragon            | ტარხუნა - tárchuni               |
| der Mais                | სიმინდი - ßímindi                |
| der Maiskolben          | ტარო - táro                      |
| die Rinde               | ქერქი - kérki                    |

#### Wein
| Deutsch              | Georgisch mit Dudentranskription |
| -------------------- | -------------------------------- |
| der Weinbau          | მევენახეობა - mewenachéoba       |
| der Weinbauer        | მევენახე - mewénaxe              |
| der Weinstock        | ვენახი - wénachi, ვაზი - wási    |
| der Weinberg         | ზვარი - swári                    |
| die Weintraube       | ყურძენი - qúrdseni               |
| die Weintraubenbeere | ყურძნის მარცვალი - márzwali      |
| der Weintraubenkern  | წიპწა - zípza                    |
| die Weinlese         | რთველი - rtwéli; სთველი - ßtwéli |
| die Weinranke        | ვაზის რქა - wásis rka            |
| der Weinschlauch     | ტიკი - tíki                      |
| der Weinkeller       | მარანი - márani                  |
| der Weißwein         | თეთრი ღვინო - tétri ghwíno       |
| der Tischwein        | სუფრის ღვინო - tétri ghwíno      |
| der Rotwein          | წითელი ღვინო - tétri ghwíno      |
| der Weinessig        | ძმარი - dsmári                   |
| (das) Verschalen     | დაძმარება - dadsmáreba           |
| das Auspressen       | დაწურვა - dazúrva                |
| das Weinhorn         | ყანწი - qánzi                    |

### Wortbildung der Numeralia
Das georgische Zahlensystem ist bis 100 gemischt dezimal-vigesimal. zum Beispiel:

#### Grundzahlen und Ordnungszahlen im Vergleich
| auf Deutsch – Wie viele? | auf Georgisch - რამდენი? (ramdeni?) | auf Deutsch – der (die, das) Wievielte? | auf Georgisch - მერამდენე? (meramdene?) |
| ------------------------ | ----------------------------------- | --------------------------------------- | --------------------------------------- |
| eins                     | ერთი - erti                         | Der (die, das) Erste.                   | პირველი - pirweli                       |
| zwei                     | ორი - ori                           | Der (die, das) Zweite.                  | მეორე - meore                           |
| drei                     | სამი - ßami                         | Der (die, das) Dritte.                  | მესამე - meßame                         |
| vier                     | ოთხი - otchi                        | Der (die, das) Vierte.                  | მეოთხე - meotche                        |
| fünf                     | ხუთი - chuti                        | Der (die, das) Fünfte.                  | მეხუთე - mechute                        |
| sechs                    | ექვსი - ekwßi                       | Der (die, das) Sechste.                 | მეექვსე - meekwße                       |
| sieben                   | შვიდი - schwidi                     | Der (die, das) Siebte.                  | მეშვიდე - meschwide                     |
| acht                     | რვა - rwa                           | Der (die, das) Achte.                   | მერვე - merwe                           |
| neun                     | ცხრა - zchra                        | Der (die, das) Neunte.                  | მეცხრე - mezchre                        |
| zehn                     | ათი - ati                           | Der (die, das) Zehnte.                  | მეათე - meate                           |
| elf                      | თერთმეტი - tertmeti                 | Der (die, das) Elfte.                   | მეთერთმეტე - metertmete                 |
| zwölf                    | თორმეტი - tormeti                   | Der (die, das) Zwölfte.                 | მეთორმეტე - metormete                   |
| dreizehn                 | ცამეტი - zameti                     | Der (die, das) Dritte.                  | მეცამეტე - mezamete                     |
| vierzehn                 | ოთხმეტი - totchmeti                 | Der (die, das) Vierzehnte.              | მეთოთხმეტე - metotchmete                |
| fünfzehn                 | თხუთმეტი - tchutmeti                | Der (die, das) Fünfzehnte.              | მეთხუთმეტე - metchutmete                |
| sechzehn                 | თექვსმეტი - tekwßmeti               | Der (die, das) Sechzehnte.              | მეთექვსმეტე - metekwßmete               |
| siebzehn                 | ჩვიდმეტი - tschwidmeti              | Der (die, das) Siebzehnte.              | მეჩვიდმეტე - metschwidmete              |
| achtzehn                 | თვრამეტი - trwameti                 | Der (die, das) Achtzehnte.              | მეთვრამეტე - metwramete                 |
| neunzehn                 | ცხრამეტი - zchrameti                | Der (die, das) Neunzehnte.              | მეცხრამეტე - mezchramete                |
| zwanzig                  | ოცი - ozi                           | Der (die, das) Zwanzigste.              | მეოცე - meoze                           |
| einundzwanzig            | ოცდაერთი - ozdaerti                 | Der (die, das) Einundzwanzigste.        | ოცდამეერთე - ozdameerte                 |
| zweiundzwanzig           | ოცდაორი - ozdaori                   | Der (die, das) Zweiundzwanzigste.       | ოცდამეორე - ozdameore                   |
| dreiundzwanzig           | ოცდასამი - ozdaßami                 | Der (die, das) Dreiundzwanzigste.       | ოცდამესამე - ozdameßame                 |
| vierundzwanzig           | ოცდაოთხი - ozdaotchi                | Der (die, das) Vierundzwanzigste.       | ოცდამეოთხე - ozdameotche                |
| fünfundzwanzig           | ოცდახუთი - ozdachuti                | Der (die, das) Fünfundzwanzigste.       | ოცდამეხუთე - ozdamechute                |
| sechsundzwanzig          | ოცდაექვსი - ozdaeqwßi               | Der (die, das) Sechsundzwanzigste.      | ოცდამეექვსე - ozdameekwße               |
| siebenundzwanzig         | ოცდაშვიდი - ozdaschwidi             | Der (die, das) Siebenundzwanzigste.     | ოცდამეშვიდე - ozdameschwide             |
| achtundzwanzig           | ოცდარვა - ozdarwa                   | Der (die, das) Achtundzwanzigste.       | ოცდამერვე - ozdamerwe                   |
| neunundzwanzig           | ოცდაცხრა - ozdazchra                | Der (die, das) Neunundzwanzigste.       | ოცდამეცხრე - ozdamezchre                |
| dreißig                  | ოცდაათი - ozdaati                   | Der (die, das) Dreißigste.              | ოცდამეათე - ozdameate                   |
| einunddreißig            | ოცდათერთმეტი - ozdatertmeti         | Der (die, das) Einunddreißigste.        | ოცდამეერთე - ozdameerte                 |

| Zahl | Georgisch – Duden-Transkription       | wörtlich                                     | Deutsch        |
| ---- | ------------------------------------- | -------------------------------------------- | -------------- |
| 30   | ოცდაათი - ozdaati                     | zwanzig und zehn                             | dreißig        |
| 35   | ოცდათხუთმეტი - ozdatchutmeti          | zwanzig und fünfzehn                         | fünfunddreißig |
| 40   | ორმოცი - ormozi                       | zwei mal zwanzig                             | vierzig        |
| 45   | ორმოცდახუთი - ormozdachuti            | zwei mal zwanzig und fünf                    | fünfundvierzig |
| 50   | ორმოცდაათი - ormozdaati               | zwei mal zwanzig und zehn                    | fünfzig        |
| 55   | ორმოცდათხუთმეტი - ormozdatchutmeti    | zwei mal zwanzig und fünfzehn                | fünfundfünfzig |
| 60   | სამოცი - samozi                       | drei mal zwanzig                             | sechzig        |
| 65   | სამოცდახუთი - ßamozdachuti            | drei mal zwanzig und fünf                    | fünfundsechzig |
| 70   | სამოცდაათი - ßamozdaati               | drei mal zwanzig und zehn                    | siebzig        |
| 75   | სამოცდათხუთმეტი - ßamozdatchutmeti    | drei mal zwanzig und fünfzehn                | fünfundsiebzig |
| 80   | ოთხმოცი - otchmozi                    | vier mal zwanzig, vgl. franz. quatre-vingts. | achtzig        |
| 85   | ოთხმოცდახუთი - otchmozdachuti         | vier mal zwanzig und fünf                    | fünfundachtzig |
| 90   | ოთხმოცდაათი - otchmozdaati            | vier mal zwanzig und zehn                    | neunzig        |
| 95   | ოთხმოცდათხუთმეტი - otchmozdatchutmeti | vier mal zwanzig und fünfzehn                | fünfundneunzig |

### Wortbildung und Schreibung der Monate, der Jahre und Jahrhunderte

#### Monate
| Der wievielte Mai? | Georgisch | Duden-Transkription | Am wievielten Mai? | Georgisch | Duden-Transkription |
| ------------------ | --------- | ------------------- | ------------------ | --------- | ------------------- |
| der 25. Mai        | 25 მაისი  | ozdachuti maißi     | Am 25. Mai         | 25 მაისს  | ozdachut maißß      |

#### Jahre
| Deutsch         | Georgisch                                    | Duden-Transkription        |
| --------------- | -------------------------------------------- | -------------------------- |
| (Das Jahr) 1970 | 1970 (oder wörtl. ათასცხრაასსამოცდაათი) წელი | ataßzchraaßßamozdaati zeli |
| (Das Jahr) 2021 | 2021 (oder wörtl. ორიათასოცდააერთი) წელი     | oriataßozdaerti zeli       |

#### Jahrhunderte
| Deutsch             | Georgisch mit/in Duden-Transkription | Alternative Schreibweise | Alternative Schreibweise |
| ------------------- | ------------------------------------ | ------------------------ | ------------------------ |
| Das 20. Jahrhundert | XX საუკუნე (meoze ßaukune)           | 20-ე საუკუნე             | მე-20 საუკუნე            |
| Das 21. Jahrhundert | XXI საუკუნე (ozdameerte ßaukune)     | 21-ე საუკუნე             | keine                    |

### Einordnung der Zeit

#### Einteilung der Tage
| Deutsch       | bis heute        | gestern         | vorgestern            | vorvorgestern                     |
| ------------- | ---------------- | --------------- | --------------------- | --------------------------------- |
| auf Georgisch | დღემდე (dghemde) | გუშინ (guschin) | გუშინწინ (guschinzin) | გუშინწინის წინ (guschinziniß zin) |

| Deutsch       | heute        | ab heute           | morgen       | übermorgen | überübermorgen |
| ------------- | ------------ | ------------------ | ------------ | ---------- | -------------- |
| auf Georgisch | დღეს (dgheß) | დღეიდან (dgheidan) | ხვალ (chwal) | ზეგ (seg)  | მაზეგ (maseg)  |

##### Einteilung der Tagesabschnitte
| Deutsch                                  | (der) morgen  | (der) Frühmorgen        | (der) Mittag         | (der) Nachmittag           | (der) Abend                             | (die) Nacht    | (die) Mitternacht                               |
| ---------------------------------------- | ------------- | ----------------------- | -------------------- | -------------------------- | --------------------------------------- | -------------- | ----------------------------------------------- |
| auf Georgisch                            | დილა (dila)   | დილაადრიან (dilaadrian) | შუადღე (schuadghe)   | ნაშუადღევი (naschuadghewi) | საღამო (saghamo)                        | ღამე (ghame)   | შუა ღამე (schua ghame)                          |
| auf die Frage „wann?“; „როდის?“ (rodis?) | morgens       | frühmorgens             | mittags              | nachmittags                | abends                                  | nachts         | mitternachts                                    |
| auf Georgisch                            | დილით (dilit) | დილაადრიან (dilaadrian) | შუადღით (schuadghit) | ნაშუადღევს (naschuadghewß) | საღამოს, საღამოთი (saghamos, saghamoti) | ღამით (ghamit) | შუაღამეზე, შუაღამით (schuaghamese, schuaghamit) |

#### Wochentage
Das Wort Wochentage im Georgischen (kein Kompositum) Wortverbindung wortwörtlich „Tage der Woche“
| auf Deutsch                 | Duden-Transkription                         | auf Georgisch                          |
| --------------------------- | ------------------------------------------- | -------------------------------------- |
| 1. (der) Tag, -es, -en      | dghe, dghiß(a), dgheebi                     | დღე, დღის, დღეები                      |
| 2. (die) Woche, -, -n       | kwira, kwiriß(a), kwirebi                   | კვირა, კვირის, კვირები                 |
| 3. (der) Wochentag, -es, -e | kwiriß dhe, kwiriß dghiß(a), kwiriß dgheebi | კვირის დღე, კვირის დღის, კვირის დღეები |

Mit „kwira“ (კვირა) bezeichnet man im heutigen Georgischen sowohl die Wörter „Sonntag“ und „die (ganze) Woche“. Im Altgeorgischen hat man für die Bezeichnung der 7 Tage einer Woche das Wort „mßgepßi“ (მსგეფსი) benutzt.
| auf Deutsch | Duden-Transkription | auf Georgisch (Ab 4. Jhr.) | auf Altgeorgisch | Duden-Transkription u. Deutung                         |
| ----------- | ------------------- | -------------------------- | ---------------- | ------------------------------------------------------ |
| Montag      | orschabati          | ორშაბათი                   | მთვარისა         | mtwarißa (Tag des Mondes)                              |
| Dienstag    | samschabati         | სამშაბათი                  | არიასი           | ariaßi oder marßißa (nach Mars)                        |
| Mittwoch    | otchschabati        | ოთხშაბათი                  | ერმესისა         | ermißa oder hermeßißa (nach Hermes)                    |
| Donnerstag  | chutschabati        | ხუთშაბათი                  | აფროდიტისა       | aproditißa (nach Aphrodite) oder venußißa (nach Venus) |
| Freitag     | paraskewi           | პარასკევი                  | დიოსისა          | dioßißa (nach Dionynos) od. iupoterißa (nach Jupiter)  |
| Samstag     | schabati            | შაბათი                     | კრონოსისა        | kronoßißa (nach Kronos)                                |
| Sonntag     | kwira               | კვირა                      | მზისა            | msißa (Tag der Sonne)                                  |

Das Wochenende wird im Georgischen mit einem Kompositum reduplizierter Art schabat-kwira (შაბათ-კვირა wörtlich Samstag-Sonntag) gebildet.

##### Morphologisch-syntaktische Einordnung der Wochentage
| Sprache       | Wochentag                | Wann?                     | Wie oft ? (Frage nach Permanenz) |
| ------------- | ------------------------ | ------------------------- | -------------------------------- |
| auf Deutsch   | (der) Montag             | am Montag                 | montags                          |
| auf Georgisch | ორშაბათი (orschabati)    | ორშაბათს (orschabatß )    | ორშაბათობით (orschabatobit )     |
| auf Deutsch   | (der) Dienstag           | am Dienstag               | dienstags                        |
| auf Georgisch | სამშაბათი (ßamschabati)  | სამშაბათს (ßamschabatß )  | სამშაბათობით (ßamschabatobit )   |
| auf Deutsch   | (der) Mittwoch           | am Mittwoch               | mittwochs                        |
| auf Georgisch | ოთხშაბათი (otchschabati) | ოთხშაბათს (otchschabatß ) | ოთხშაბათობით (otchschabatobit )  |
| auf Deutsch   | (der) Donnerstag         | am Donnerstag             | donnerstags                      |
| auf Georgisch | ხუთშაბათი (chutschabati) | ხუთშაბათს (chutschabatß ) | ხუთშაბათობით (chutschabatobit )  |
| auf Deutsch   | (der) Freitag            | am Freitag                | freitags                         |
| auf Georgisch | პარასკევი (paraßkewi)    | პარასკევს (paraßkewß )    | პარასკევობით (paraßkewobit )     |
| auf Deutsch   | (der) Samstag            | am Samstag                | samstags                         |
| auf Georgisch | შაბათი (schabati)        | შაბათს (schabatß )        | შაბათობით (schabatobit)          |
| auf Deutsch   | (der) Sonntag            | am Sonntag                | sonntags                         |
| auf Georgisch | კვირა (kwira)            | კვირას (kwiraß )          | კვირაობით (kwiraobit )           |

#### Monate
| auf Deutsch        | Duden-Transkription | auf Georgisch | auf Altgeorgisch              | Duden-Transkription             |
| ------------------ | ------------------- | ------------- | ----------------------------- | ------------------------------- |
| 1. (der) Januar    | ianwari             | იანვარი       | აპნისი                        | apnißi                          |
| 2. (der) Februar   | theberwali          | თებერვალი     | სურწყუნისი                    | ßurzqunißi                      |
| 3. (der) März      | marti               | მარტი         | მირკანი                       | mirkani                         |
| 4. (der) April     | aprili              | აპრილი        | იგრიკა                        | igrika                          |
| 5. (der) Mai       | maißi               | მაისი         | ვარდობისთვე                   | wardobißtwe                     |
| 6. (der) Juni      | iwnißi              | ივნისი        | მკათათვე                      | mkatatwe                        |
| 7. (der) Juli      | iwlißi              | ივლისი        | თიბათვე                       | tibatwe                         |
| 8. (der) August    | agwißto             | აგვისტო       | მარიამობისთვე                 | mariamobistwe                   |
| 9. (der) September | ßektemberi          | სექტემბერი    | ენკენისთვე                    | enkenißtwe                      |
| 10. (der) Oktober  | oktomberi           | ოქტომბერი     | ღვინობისთვე                   | ghwinobißtwe                    |
| 11. (der) November | noemberi            | ნოემბერი      | გიორგობისთვე                  | giorgobißtwe                    |
| 12. (der) Dezember | dekemberi           | დეკემბერი     | ქრისტეშობისთვე oder ტირისდენი | krißteschobißtwe oder tirisdeni |

##### Morphologische und syntaktische Einordnung der Monate
| auf Deutsch  | auf Georgisch | Duden-Transkription | auf Georgisch           | Duden-Transkription                         | auf Deutsch                   |
| ------------ | ------------- | ------------------- | ----------------------- | ------------------------------------------- | ----------------------------- |
| im Januar    | იანვარში      | ianwarschi          | 1, 2 და 3 იანვარს       | pirwel, or da ßam ianwarß                   | am 1., 2. und 3. Januar       |
| im Februar   | თებერვალში    | theberwalschi       | 4, 5 და 6 თებერვალს     | otch, chut da ekwß teberwalß                | am 4., 5. und 6. Februar      |
| im März      | მარტში        | martschi            | 7, 8 და 9 მარტს         | schwid, rwa da zchra martß                  | am 7., 8. und 9. März         |
| im April     | აპრილში       | aprilschi           | 10, 11 და 12 აპრილს     | at, tertmet da tormet aprilß                | am 10., 11. und 12. April     |
| im Mai       | მაისში        | maißschi            | 13, 14 და 15 მაისს      | zamet, totchmet da tchutmet maißß           | am 13., 14. und 15. Mai       |
| im Juni      | ივნისში       | iwnißschi           | 16, 17 და 18 ივნისს     | tekwßmet, tschwidmet da twramet iwnißß      | am 16., 17. und 18. Juni      |
| im Juli      | ივლისში       | iwlißschi           | 19, 20 და 21 ივლისს     | zchramet, oz da ozdaert iwlißß              | am 19., 20. und 21. Juli      |
| im August    | აგვისტოში     | agwißtoschi         | 22, 23 და 24 აგვისტოს   | ozdaor, ozdaßam da ozdaotch agwißtoß        | am 22., 23. und 24. August    |
| im September | სექტემბერში   | ßektemberschi       | 25, 26 და 27 სექტემბერს | ozdachut, ozdaekwß da ozdaschwid ßektemberß | am 25., 26. und 27. September |
| im Oktober   | ოქტომბერში    | oktomberschi        | 28, 29 და 30 ოქტომბერს  | ozdarwa, ozdazchra da ozdaat oktomberß      | am 28., 29. und 30. Oktober   |
| im November  | ნოემბერში     | noemberschi         | 31 ნოემბერს             | ozdatertmet noemberß                        | am 31. November               |
| im Dezember  | დეკემბერში    | dekemberschi        | 1 და 2 დეკემბერს        | pirwel da or dekemberß                      | am 1. und 2. Dezember         |

#### Jahreszeiten
| auf Deutsch       | auf Georgisch | Duden-Transkription | Wann?       | Duden-Transkription | auf Deutsch |
| ----------------- | ------------- | ------------------- | ----------- | ------------------- | ----------- |
| 1. (der) Frühling | გაზაფხული     | gasapchuli          | გაზაფხულზე  | gasapchulse         | im Frühling |
| 2. (der) Sommer   | ზაფხული       | sapchuli            | ზაფხულზე    | sapchulse           | im Sommer   |
| 3. (der) Herbst   | შემოდგომა     | schemodogoma        | შემოდგომაზე | schemodgomase       | im Herbst   |
| 4. (der) Winter   | ზამთარი       | samtari             | ზამთარში    | samtarschi          | im Winter   |

##### Morphologische und syntaktische Einordnung der Jahreszeiten
| Sprache       | Jahreszeit        | Wann? (Frage nach Kontinuität)           | Wie oft ? (Frage nach Permanenz) |
| ------------- | ----------------- | ---------------------------------------- | -------------------------------- |
| auf Deutsch   | (der) Frühling    | jeden Frühling                           | frühlings                        |
| auf Georgisch | გაზაფხული         | ყოველ გაზაფხულზე (qowel gasapchulse )    | გაზაფხულობით (gasapchulobit)     |
| auf Deutsch   | (der) Sommer      | jeden Sommer                             | sommers                          |
| auf Georgisch | ზაფხული           | ყოველ ზაფხულზე (qowel sapchulse )        | ზაფხულობით (sapchulobit)         |
| auf Deutsch   | (der) Herbst      | jeden Herbst                             | herbsts                          |
| auf Georgisch | შემოდგომა         | ყოველ შემოდგომაზე (qowel schemodgomase ) | შემოდგომობით (schemodgomobit)    |
| auf Deutsch   | (der) Winter      | jeden Winter                             | winters                          |
| auf Georgisch | ზამთარი (samtari) | ყოველ ზამთარში (qowel samtarschi )       | ზამთრობით (sam(-)trobit)         |

#### Einteilung der Jahre
| dieses Jahr | letztes Jahr | vorletztes Jahr | vorvorletztes Jahr  | nächstes Jahr | übernächstes Jahr           |
| ----------- | ------------ | --------------- | ------------------- | ------------- | --------------------------- |
| წელს        | შარშან       | შარშანწინ       | შარშანწინის წინ     | გაისად        | გარამეისად (Dialekt. Präg.) |
| zelß        | scharschan   | scharschanzin   | scharschanziniß zin | gaißad        | garameißad                  |

##### Lexikalische und morphologische Einordnung der Jahre
| von diesem Jahr | vom letzten Jahr | vom vorletzten Jahr | vom vorvorletzten Jahr |
| --------------- | ---------------- | ------------------- | ---------------------- |
| წლევანდელი      | შარშანდელი       | შარშანწინდელი       | შარშანწინისწინდელი     |
| zlewandeli      | scharschandeli   | scharschanzindeli   | scharschanzinißzindeli |

| von diesem Jahr | vom nächsten Jahr | vom übernächsten Jahr           |
| --------------- | ----------------- | ------------------------------- |
| წლევანდელი      | გაისამდელი        | გარამეისამდელი                  |
| zlewandeli      | gaißamdeli        | garameißamdeli (Dialekt. Präg.) |

### Entlehnungen
Das Georgische hat im Laufe seiner Geschichte 40 Prozent der Lehnwörter aus dem Altgriechischen, Lateinischen, Französischen, Deutschen, Persischen, Arabischen, Armenischen, Russischen und (in den letzten Jahren) Englischen übernommen.
| Sprache od. Gruppe der Sprachen | Prozentual |
| ------------------------------- | ---------- |
| Kartwelischer Wortschatz        | 60 %       |
| International                   | 15 %       |
| Griechisch                      | 7 %        |
| Persisch / Türkisch / Arabisch  | 7 %        |
| Armenisch                       | 3,6 %      |
| Russisch                        | 3,6 %      |
| Wortschatz anderer Sprachen     | 8 %        |

Die Entlehnungen stehen meistens zur Verfügung als Synonyme. zum Beispiel;
| Georgisch           | Duden-Transkription | Deutsche Bedeutung                                      |
| ------------------- | ------------------- | ------------------------------------------------------- |
| სვლა                | ßwla                | (das) Ziehen, (der) Zug                                 |
| საზეიმო სვლა        | ßaseimo ßwla        | Feierzug                                                |
| სამგლოვიარო სვლა    | ßamglowiaro ßwla    | Trauergefolge, Trauergeleit                             |
| საპროტესტო სვლა     | ßaproteßto ßwla     | Protestzug                                              |
| ამალა (Lehnwort)    | amala (arab.)       | Gefolge, Begleitung einer hochgestellten Persönlichkeit |
| პროცესია (Lehnwort) | prozeßia (lat.)     | Trauerzug                                               |

#### Germanismen
| Wortformen auf Georgisch | Duden-Transkription | Wortbedeutungen auf Deutsch |
| ------------------------ | ------------------- | --------------------------- |
| აბზაცი                   | (absazi)            | Absatz                      |
| აისბერგი                 | (aißbergi)          | Eisberg                     |
| ალპინისტი                | (alpinisti)         | Alpinist                    |
| ანშლუსი                  | (anschlußi)         | Anschluss                   |
| ბანკნოტი                 | (banknoti)          | Banknote                    |
| ბიუსტჰალტერი             | (biußthalteri)      | Büstenhalter                |
| ბლიცკრიგი                | (blizkrigi)         | Blitzkrieg                  |
| ბოცმანი                  | (bozmani)           | Bootsmann                   |
| ბუნკერი                  | (bunkeri)           | Bunker                      |
| ბუტერბროდი               | (buterbrodi)        | Butterbrot                  |
| ბუღალტერი                | (bughalteri)        | Buchhalter                  |
| გასტარბაიტერი            | (gaßtarbaiteri)     | Gastarbeiter                |
| გასტროლი                 | (gaßtroli)          | Gastspiel                   |
| ენდშპილი                 | (endschpili)        | Endspiel                    |
| ვალტორნა                 | (waltorna)          | Waldhorn                    |
| ვაგონი                   | (vagoni)            | Waggon                      |
| ვუნდერკინდი              | (wunderkindi)       | Wunderkind                  |
| იუნკერი                  | (iunkeri)           | Junker                      |
| კანცლერი                 | (kanzleri)          | Kanzler                     |
| კაიუტა                   | (kaiuta)            | Kajüte                      |
| კიტჩი                    | (kitschi)           | Kitsch                      |
| კურორტი                  | (kurorti)           | Kurort                      |
| კულტურტრეგერი            | (kulturtregeri)     | Kulturträger                |
| ლაიტმოტივი               | (laitmotiwi)        | Leitmotiv                   |
| ლანდშაფტი                | (landschapti)       | Landschaft                  |
| ლოზუნგი                  | (losungi)           | Losung                      |
| მასშტაბი                 | (maßschtabi)        | Maßstab                     |
| მატროსი                  | (matroßi)           | Matrose                     |
| პუტჩი                    | (putschi)           | Putsch                      |
| რუკზაკი                  | (ruksaki)           | Rucksack                    |
| ტორფი                    | (torpi)             | Torf                        |
| ფლეიტა                   | (pleita)            | Flöte                       |
| ფილტრი                   | (piltri)            | Filter                      |
| ფოიერვერკი               | (poierwerki)        | Feuerwerk                   |
| შპრიცი                   | (schprizi)          | Spritze                     |
| შტრიხი                   | (schtrichi)         | Strich                      |
| შტურმი                   | (schturmi)          | Sturm                       |
| შლაგბაუმი                | (schlagbaumi)       | Schlagbaum                  |
| შრიფტი                   | (schripti)          | Schrift                     |
| ცაიტნოტი                 | (zaitnoti)          | Zeitnot                     |
| ციფერბლატი               | (ziperblati)        | Zifferblatt                 |
| ცუგცვანგი                | (zugzwangi)         | Zugzwang                    |
| ჰალსტუხი                 | (halßtuchi)         | Krawatte                    |

#### Gräzismen
| Wortformen auf Griechisch | Duden-Transkription | Wortbedeutungen auf Deutsch |
| ------------------------- | ------------------- | --------------------------- |
| აეროდინამიკა              | (aerodinamika)      | Aerodynamik                 |
| აგნოსტიციზმი              | (agnoßtizismi)      | Agnostizismus               |
| აგონია                    | (agonia)            | Agonie                      |
| აკადემია                  | (akademia)          | Akademie                    |
| აკრიბია                   | (akribia)           | Akribie                     |
| აკრობატიკა                | (akrobatika)        | Akrobatik                   |
| აკრონიმი                  | (akronimi)          | Akronym                     |
| აკუსტიკა                  | (akußtika)          | Akustik                     |
| ალეგორია                  | (alegoria)          | Allegorie                   |
| ამფიბია                   | (ampibia)           | Amphibium                   |
| ანემია                    | (anemia)            | Anämie                      |
| ანესთეზია                 | (aneßtesia)         | Anästhesie                  |
| ანაქრონიზმი               | (anakronismi)       | Anachronismus               |
| ანაგრამა                  | (anagrama)          | Anagramm                    |
| ანალოგია                  | (analogia)          | Analogie                    |
| ანალიზი                   | (analisi)           | Analyse                     |
| ანარქია                   | (anarkia)           | Anarchie                    |
| ანატომია                  | (anatomia)          | Anatomie                    |
| ანეკდოტი                  | (anekdoti)          | Anekdote                    |
| ანოდი                     | (anodi)             | Anode                       |
| ანომალია                  | (anomalia)          | Anomalie                    |
| ანორექსია                 | (anorekßia)         | Anorexie                    |
| ანტაგონისტი               | (antagonißti)       | Antagonist                  |
| ანტარქტიდა                | (antarktida)        | Antarktis                   |
| ანთოლოგია                 | (antologia)         | Anthologie                  |
| ანთროპოლოგია              | (antropologia)      | Anthropologie               |
| ანტიქრისტე                | (antikrißte)        | Antichrist                  |
| ანტიპათია                 | (antipatia)         | Antipathie                  |
| ანტონიმი                  | (antonimi)          | Antonym                     |
| აორტა                     | (aorta)             | Aorta                       |
| აპათია                    | (apatia)            | Apathie                     |
| აფორიზმი                  | (aporismi)          | Aphorismus                  |
| აპლაზია                   | (aplasia)           | Aplasie                     |
| აპოდიქტური                | (apodikturi)        | Apodiktisch                 |
| აპოკალიფსი                | (apokalipßi)        | Apokalypse                  |
| აპოკრიფი                  | (apokripi)          | Apokryphen                  |
| აპოლოგია                  | (apologia)          | Apologie                    |
| აპორია                    | (aporia)            | Aporie                      |
| აპოსტაზია                 | (apoßtasia)         | Apostasie                   |
| აპოსტროფი                 | (apoßtropi)         | Apostroph                   |
| აფთიაქი                   | (aptiaki)           | Apotheke                    |
| აფსისი                    | (apßißi)            | Apsis                       |
| არაქნოფობია               | (araknopobia)       | Arachnophobie               |
| არქეოლოგია                | (arkeologia)        | Archäologie                 |
| არქიტექტურა               | (arkitektura)       | Architektur                 |
| არქივი                    | (arkivi)            | Archiv                      |
| არისტოკრატია              | (arißtokratia)      | Aristokratie                |
| აზბესტი                   | (asbeßti)           | Asbest                      |
| ასკეზი                    | (aßkesi)            | Askese                      |
| ასფალტი                   | (aßpalti)           | Asphalt                     |
| ასტიგმატიზმი              | (aßtigmatismi)      | Astigmatismus               |
| ასტროლოგია                | (aßtrologia)        | Astrologie                  |
| ასტრონავტი                | (aßtronawti)        | Astronaut                   |
| ასტრონომია                | (aßtronomia)        | Astronomie                  |
| ასიმეტრია                 | (aßimetria)         | Asymmetrie                  |
| ათეიზმი                   | (ateismi)           | Atheismus                   |
| ათლეტი                    | (atleti)            | Athlet                      |
| ატლასი                    | (atlaßi)            | Atlas                       |
| ატმოსფერო                 | (atmoßpero)         | Atmosphäre                  |
| ატომი                     | (atomi)             | Atom                        |
| ავტარქია                  | (awtarkia)          | Autarkie                    |
| აუტიზმი                   | (autismi)           | Autismus                    |
| ავტო                      | (awto)              | Auto                        |
| ავტობიოგრაფია             | (awtobiograpia)     | Autobiographie              |
| ავტოქტონური               | (awtoktonuri)       | Autochthon                  |
| ავტოდიდაქტი               | (awtodidakti)       | Autodidakt                  |
| ავტოგნოზია                | (awtognosia)        | Autognosie                  |
| ავტოკრატი                 | (awtokratia)        | Autokrat                    |
| ავტომატი                  | (awtomati)          | Automat                     |
| ავტომატიზმი               | (awtomatismi)       | Automatismus                |
| აუტოფსია                  | (autopsia)          | Autopsie                    |
| აქსიომა                   | (akßioma)           | Axiom                       |
| ბაქტერია                  | (baqteria)          | Bakterie                    |
| ბალისტიკა                 | (balißtika)         | Ballistik                   |
| ბარი                      | (bari)              | Bar                         |
| ბარბაროსი                 | (barbaroßi)         | Barbar                      |
| ბარიტონი                  | (baritoni)          | Bariton                     |
| ბარომეტრი                 | (barometri)         | Barometer                   |
| ბაზილიკა                  | (basilika)          | Basilika                    |
| ბაზისი                    | (basißi)            | Basis                       |
| ბიბლია                    | (biblia)            | Bibel                       |
| ბიბლიოთეკა                | (biblioteka)        | Bibliothek                  |
| ბიოგრაფია                 | (biograpia)         | Biographie                  |
| ბიოლოგია                  | (biologia)          | Biologie                    |
| ბიოტოპი                   | (biotopi)           | Biotop                      |
| ბოტანიკა                  | (botanika)          | Botanik                     |
| ბრონქული სისტემა          | (bronkuli ßißtema)  | Bronchialsystem             |
| ბრონქიტი                  | (bronkiti)          | Bronchitis                  |
| დემონი                    | (demoni)            | Dämon                       |
| დეკა                      | (deka)              | Deka                        |
| დეკადა                    | (dekada)            | Dekade                      |
| დელტა                     | (delta)             | Delta                       |
| დემაგოგია                 | (demagogia)         | Demagogie                   |
| დემოკრატია                | (demokratia)        | Demokratie                  |
| დემოსკოპია                | (demoßkopia)        | Demoskopie                  |
| დერმატოლოგია              | (dermatologia)      | Dermatologie                |
| დესპოტი                   | (despoti)           | Despot                      |
| დიაბეტი                   | (diabeti)           | Diabetes                    |
| დიადოქი                   | (diadoki)           | Diadoche                    |
| დიეტა                     | (dieta)             | Diät                        |
| დიაგნოზი                  | (diagnosi)          | Diagnose                    |
| დიაგონალი                 | (diagonali)         | Diagonale                   |
| დიაკონი                   | (diakoni)           | Diakon                      |
| დიალექტი                  | (dialekti)          | Dialekt                     |
| დიალექტიკა                | (dialektika)        | Dialektik                   |
| დიალოგი                   | (dialogi)           | Dialog                      |
| დიაფრაგმა                 | (diapragma)         | Diaphragma                  |
| დიარია                    | (diaria)            | Diarrhoea                   |
| დიასპორა                  | (diaßpora)          | Diaspora                    |
| დიდაქტიკა                 | (didaktika)         | Didaktik                    |
| დილემა                    | (dilema)            | Dilemma                     |
| დინოზავრი                 | (dinosavri)         | Dinosaurier                 |
| დიოდი                     | (diodi)             | Diode                       |
| დიოპტრია                  | (dioptria)          | Dioptrie                    |
| დიფტონგი                  | (diptongi)          | Diphthong                   |
| დიპტიქი                   | (diptiki)           | Diptychon                   |
| დისკოთეკა                 | (dißkoteka)         | Diskothek                   |
| დისკოგრაფია               | (dißkograpia)       | Diskografie                 |
| დისკო                     | (dißko)             | Diskus                      |
| დოგმა                     | (dogma)             | Dogma                       |
| დრამა                     | (drama)             | Drama                       |
| დინამიკი                  | (dinamika)          | Dynamik                     |
| დინამიტი                  | (dinamiti)          | Dynamit                     |
| დინამო                    | (dinamo)            | Dynamo                      |
| დინასტია                  | (dinaßtia)          | Dynastie                    |
| დისგრაფია                 | (dißgrapia)         | Dysgraphie                  |
| დისლექსია                 | (dißlekßia)         | Dyslexie                    |
| დისმორფია                 | (dißmorpia)         | Dysmorphie                  |
| ეგოისტი                   | (egoißti)           | Egoist                      |
| ეკლესია                   | (ekleßia)           | Ekklesia                    |
| ეკოლოგია                  | (ekologia)          | Ökologie                    |
| ეკონომია                  | (ekonomia)          | Ökonomie                    |
| ელექტროობა                | (elektrooba)        | Eklektizismus               |
| ეკლიფსი                   | (eklipßi)           | Eklipse                     |
| ექსტაზი                   | (ekßtasi)           | Ekstase                     |
| ელექტრონი                 | (elektroni)         | Elektron                    |
| ელიპსი                    | (elipßi)            | Ellipse                     |
| ემპათია                   | (empatia)           | Empathie                    |
| ემპირიკა                  | (empirika)          | Empirik                     |
| ენდემია                   | (endemia)           | Endemie                     |
| ენერგია                   | (energia)           | Energie                     |
| ენიგმა                    | (enigma)            | Enigma                      |
| ფილანთროპი                | (pilantropia)       | Philanthrop                 |
| ფილოსოფია                 | (piloßopoßi)        | Philosophie                 |
| ფლეგმატიკოსი              | (plegmatikoßi)      | Phlegmatiker                |
| ფობია                     | (pobia)             | Phobie                      |
| ფონეტიკა                  | (ponetika)          | Phonetik                    |
| ფოტონი                    | (potoni)            | Photon                      |
| ფოტოსინთეზი               | (potoßintesi)       | Photosynthese               |
| ფოტოგრაფია                | (potograpia)        | Fotografie                  |
| ფრაზა                     | (prasa)             | Phrase                      |
| ფიზიკა                    | (pisika)            | Physik                      |
| ფიზიოგნომია               | (pisiognomia)       | Physiognomie                |
| ფსალმუნი                  | (pßalmuni)          | Psalm                       |
| ფსევდონიმი                | (pßewdonimi)        | Pseudonym                   |
| ფსიქიატრია                | (pßikiatria)        | Psychiatrie                 |
| ფსიქოლოგია                | (pßikologia)        | Psychologie                 |
| ფსიქოსომატიკა             | (pßikoßomatika)     | Psychosomatik               |
| ქამელეონი                 | (kameleoni)         | Chamäleon                   |
| ქაოსი                     | (kaoßi)             | Chaos                       |
| ქარიზმა                   | (karisma)           | Charisma                    |
| ქიმია                     | (kimia)             | Chemie                      |
| ქირურგია                  | (kirurgia)          | Chirurgie                   |
| ქლოროფილი                 | (kloropili)         | Chlorophyll                 |
| ქოლერიკი                  | (koleriki)          | Choleriker                  |
| ქრისტე                    | (krißte)            | Christus                    |
| ქრომატოგრაფია             | (kromatograpia)     | Chromatographie             |
| ქრომოსომა                 | (kromoßoma)         | Chromosom                   |
| ქრონოგრაფი                | (kronograpia)       | Chronograph                 |
| ქრონოლოგია                | (kronologia)        | Chronologie                 |
| ქრონომეტრი                | (kronometri)        | Chronometer                 |
| ქსენოფობია                | (kßenopobia)        | Xenophobie                  |
| ქსეროგრაფია               | (kßerograpia)       | Xerographie                 |
| ქსილოფონი                 | (kßiloponi)         | Xylophon                    |
| ციკლონი                   | (zikloni)           | Zyklon                      |
| ციკლი                     | (zikli)             | Zyklus                      |
| ცილინდრი                  | (zilindri)          | Zylinder                    |
| ცინიკური                  | (zinikuri)          | zynisch                     |
| ჰაგიოგრაფია               | (hagiograpia)       | Hagiographie                |
| ჰემატომა                  | (hematoma)          | Hämatom                     |
| ჰარმონია                  | (harmonia)          | Harmonie                    |
| ჰედონიზმი                 | (hedonismi)         | Hedonismus                  |
| ჰემისფერო                 | (hemißpero)         | Hemisphäre                  |
| ჰერმენევტიკა              | (hermenewtika)      | Hermeneutik                 |
| ჰეროიკული                 | (heroikuli)         | heroisch                    |
| ჰოლოგრაფია                | (holograpia)        | Holografie                  |
| ჰორიზონტი                 | (horisonti)         | Horizont                    |
| ჰორმონი                   | (hormoni)           | Hormon                      |
| ჰოროსკოპი                 | (horoßkopi)         | Horoskop                    |
| ჰიბრიდი                   | (hibridi)           | hybrid                      |
| ჰიდრანტი                  | (hidranti)          | Hydrant                     |
| ჰიდროლოგია                | (hidrologia)        | Hydrologie                  |
| ჰიგიენა                   | (higiena)           | Hygiene                     |
| ჰიმნოგრაფია               | (himnograpia)       | Hymnographie                |
| ჰიპნოზი                   | (hipnosi)           | Hypnose                     |
| ჰიპნოთერაპია              | (hipnoterapia)      | Hypnotherapie               |
| ჰიპოთეკა                  | (hipoteka)          | Hypothek                    |
| ჰიპოთეზა                  | (hipotesa)          | Hypothese                   |

#### Latinismen
(auch s.g. neulateinische Wortbildungen)
| Wortformen auf Latein | Duden-Transkription | Wortbedeutungen auf Deutsch                               |
| --------------------- | ------------------- | --------------------------------------------------------- |
| ალიბი                 | (alibi)             | Alibi                                                     |
| ელემენტი              | (elementi)          | Element                                                   |
| გლობუსი               | (globußi)           | Globus                                                    |
| ინკოგნიტო             | (inkognito)         | Inkognito                                                 |
| ლიბიდო                | (libido)            | Libido                                                    |
| მაქსიმუმი             | (maksimumi)         | Maximum                                                   |
| მინიმუმი              | (minimumi)          | Minimum                                                   |
| რეფერატი              | (reperati)          | Referat                                                   |
| ფიქცია                | (pikzia)            | Fiktion                                                   |
| ფუნქცია               | (punkzia)           | Funktion                                                  |
| ულტიმატუმი            | (ultimatumi)        | Ultimatum                                                 |
| ორატორი               | (oratori)           | Redner                                                    |
| კამერა                | (kamera)            | Camera                                                    |
| კამპუსი               | (kampusi)           | Campus                                                    |
| კომბინაცია            | (kombinazia)        | Kombination                                               |
| რეცეფცია              | (rezepzia)          | Rezeption                                                 |
| კონცეფცია             | (konzepzia)         | Konzeption                                                |
| ფედერაცია             | (pederazia)         | Föderation                                                |
| კონფიგურაცია          | (konfigurazia)      | Konfiguration                                             |
| ექსტრემისტი           | (ekstremisti)       | Extremist                                                 |
| ტერორისტი             | (teroristi)         | Terrorist                                                 |
| ფოკუსი                | (pokußi)            | Focus                                                     |
| გენიოსი               | (gemioßi)           | Genius                                                    |
| პროცესია              | (prozeßia)          | (das) Trauergeleit, (das) Trauergefolge, (der) Trauerzug. |

#### Gallizismen
| Wortformen auf Georgisch | Transkription entlehnter Wörter | Wortbedeutungen auf Französisch |
| ------------------------ | ------------------------------- | ------------------------------- |
| აპერიტივი                | (aperitiwi)                     | l’apéritif                      |
| აბონემენტი               | (abonementi)                    | abonnement                      |
| ავანსცენა                | (awanßzena)                     | avant-scène                     |
| ამპლუა                   | (amplua)                        | emploi                          |
| არტილერია                | (artileria)                     | artillerie                      |
| ბალეტი                   | (baleti)                        | ballet                          |
| ბილიარდი                 | (biliardi)                      | billard                         |
| ბულიონი                  | (bulioni)                       | bouillon                        |
| ბორდელი                  | (bordeli)                       | un bordel                       |
| დირექტორი                | (direktori)                     | le directeur                    |
| დირიჟორი                 | (dirishori)                     | le dirigeur                     |
| დევიზი                   | (dewisi)                        | la devise                       |
| დეჟავიუ                  | (deshawiu)                      | déjà vu                         |
| ვარიეტე                  | (wariete)                       | varieté (Theater)               |
| ვერნისაჟი                | (vernißashi)                    | vernissage                      |
| ვესტიბიული               | (weßtibiuli)                    | vestibule                       |
| ვიზაჟისტი                | (wisashisti)                    | visagist                        |
| ვიზიტი                   | (wisiti)                        | visite                          |
| ვულგარული                | (wulgaruli)                     | vulgaire                        |
| დელიკატური               | (delikaturi)                    | delicat                         |
| კაბარე                   | (kabare)                        | cabarett                        |
| კალორია                  | (kaloria)                       | une calorie                     |
| კუპონი                   | (kuponi)                        | coupon                          |
| მუშკეტერი                | (mushketeri)                    | un mousquet, un mousquetaire    |
| მენუეტი                  | (menueti)                       | menuett                         |
| მენიუ                    | (meniu)                         | le menu                         |
| მასკარადი                | (maßkaradi)                     | maskerade                       |
| ომლეტი                   | (omleti)                        | omelett                         |
| ოტ კუტიური               | (otkuturi)                      | La haute couture                |
| პა                       | (pa)                            | pas (Theater)                   |
| პილოტაჟი                 | (pilotashi)                     | le pilotage                     |
| ჟურნალი                  | (shurnali)                      | journal                         |
| რაგუ                     | (ragu)                          | ragout                          |
| რეზიუმე                  | (resiume)                       | un résumé                       |
| საბოტაჟი                 | (ßabotashi)                     | sabotage                        |
| სუფლიორი                 | (ßupliori)                      | un souffleur                    |
| ტაბლო                    | (tablo)                         | tableau                         |
| ტუალეტი                  | (tualeti)                       | toilette                        |
| ფურშეტი                  | (pursheti)                      | la fourchette                   |
| შანსი                    | (shanßi)                        | une chance                      |
| შანსონი                  | (shanßoni)                      | chanson                         |

#### Arabismen
| Wortformen auf Georgisch | Duden-Transkription | Wortbedeutungen auf Deutsch                                  |
| ------------------------ | ------------------- | ------------------------------------------------------------ |
| ამალა                    | (amala)             | (das) Gefolge (Begleitung einer hochgestellten Persönl.)     |
| ბაითი                    | (baiti)             | (die) Hütte. (Jargon: Bude, Spelunke)                        |
| ბალღამი                  | (balghami)          | (der) Eiterherd                                              |
| ბურჯი                    | (burdshi)           | (die) Säule                                                  |
| დოვლათი                  | (dowlati)           | (der) Reichtum eines Landes; (die) Wohlhabenheit einer Pers. |
| მუხანათი                 | (muchanati)         | brutal                                                       |
| ზარალი                   | (sarali)            | (der) Schaden (Beschädigung od. eines Defektes)              |
| ფიქრი                    | (pikri)             | nachdenken, zaudern                                          |
| ზიანი                    | (siani)             | (der) Schaden (Gesundheitl. Beeinträchtigung)                |
| საღი                     | (ßaghi)             | gesund, heil                                                 |
| სევდა                    | (ßevda)             | (die) Trübsal                                                |
| სიფათი                   | (sipati)            | Jargon: (die) Fresse, (die) Fratze                           |
| ყალბი                    | (qalbi)             | falsch                                                       |
| ხაზინა                   | (chasina)           | (das) Budget                                                 |
| ხალასი                   | (chalaßi)           | echt, rein                                                   |
| ხალისი                   | (chalißi)           | (das) Vergnügen                                              |
| ხალხი                    | (chalchi)           | (das) Volk, (die) Leute                                      |
| ხათრი                    | (chatri)            | (der) Respekt                                                |
| ხარჯი                    | (chardshi)          | (die) Unkosten                                               |
| ჯიბრი                    | (dshabri)           | (die) Rache, (der) Zwist.                                    |

#### Iranismen
(Entlehnungen hauptsächlich aus dem Persischen, entlehnt in verschiedenen Zeitabschnitten)
| Wortformen auf Georgisch | Duden-Transkription               | Wortbedeutungen auf Deutsch                              |
| ------------------------ | --------------------------------- | -------------------------------------------------------- |
| ალუბალი                  | (alubali)                         | (die) Kirsche                                            |
| ბალი                     | (bali)                            | (die) Weichsel                                           |
| ბალიში                   | (balischi)                        | (das) Kissen                                             |
| ბოსტანი                  | (bostani)                         | (der) Gemüsegarten                                       |
| დარდი                    | (dardi)                           | (der) Kummer, (das) Leid                                 |
| დილეგი                   | (dilegi)                          | (der) Kerker                                             |
| თუთა                     | (tuta)                            | (die) Maulbeere                                          |
| ლობიო                    | (lobio)                           | (die) Bohne                                              |
| მანქანა                  | (mankana)                         | (das) Auto                                               |
| ნიადაგი                  | (niadagi)                         | (der) Boden                                              |
| ოთახი                    | (otachi)                          | (das) Zimmer                                             |
| სასტიკი                  | (ßaßtiki)                         | brutal                                                   |
| ტანი                     | (tani)                            | (der) Körper                                             |
| ფარდა                    | (parda)                           | (der) Vorhang                                            |
| ფანდი                    | (pandi)                           | (der) Handgriff, (der) Kunstgriff                        |
| ქარხანა                  | (karchana)                        | (das) Werk                                               |
| ქაღალდი                  | (kaghaldi)                        | (das) Papier                                             |
| ჩირქი                    | (tschirki)                        | (der) Eiter                                              |
| ჩანგალი                  | (tschangali)                      | (die) Gabel                                              |
| ჩარხი                    | (tscharchi)                       | (die) Werkbank                                           |
| ხანჯალი                  | (chandshali)                      | (der) Dolch                                              |
| ხაზინადარი               | (chasinadari) arab.-pers. Bildung | (der) Zahlmeister, (der) Pfennigmeister, (die) Tresorier |
| ჯავრი                    | (dshavri)                         | (die) Sorge                                              |

#### Anglizismen
| Wortformen auf Georgisch | Duden-Transkription entlehnter Wortformen | Wortbedeutungen auf Englisch |
| ------------------------ | ----------------------------------------- | ---------------------------- |
| აუტპუტი                  | (autputi)                                 | output                       |
| აუტსაიდერი               | (autsaideri)                              | outsider                     |
| აუტსორსინგი              | (autßorßingi)                             | outsourcing                  |
| ბეიბისიტერი              | (beibißiteri)                             | babysitter                   |
| ბესტსელერი               | (beßtßeleri)                              | bestseller                   |
| ბ(ი)უჯეტი                | (biudsheti)                               | Budget                       |
| ბიზნესი                  | (bisneßi)                                 | business                     |
| ბრენდი                   | (brendi)                                  | brand                        |
| ბულინგი                  | (bulingi)                                 | bullying                     |
| ბროკერი                  | (brokeri)                                 | broker                       |
| დააფდეითება              | (daadeiteba)                              | update                       |
| დაკლიკვა                 | (daklikwa)                                | click                        |
| დალაიქება                | (dalaikeba)                               | like                         |
| დათაგვა                  | (datagwa)                                 | tag                          |
| დაფორვარდება             | (daporwardeba)                            | forward                      |
| დაქენსელება              | (dakenßeleba)                             | cancel                       |
| დედლაინი                 | (dedlaini)                                | deadline                     |
| დესტინაცია               | (deßtinazia)                              | destination                  |
| დეიოფი                   | (deiopi)                                  | day off                      |
| დეფოლტი                  | (depolti)                                 | default                      |
| დილერი                   | (dileri)                                  | dealer                       |
| დისემინაცია              | (dißeminazia)                             | dissemination                |
| დრაივი                   | (draivi)                                  | drive                        |
| დუთიფრი                  | (dutipri)                                 | duty free                    |
| ევალუაცია                | (ewaluazia)                               | evaluation                   |
| ევიდენსი                 | (ewidenßi)                                | evidence                     |
| ემერჯენსი                | (emerdshenßi)                             | emergency                    |
| ექშენ ფლენი              | (ekshenpleni)                             | action plan                  |
| ვალიდურობა               | (waliduroba)                              | validity                     |
| ვიქტიმიზაცია             | (wiktimisazia)                            | victimisation                |
| ვიქტიმბლეიმინგი          | (wiktimbleimingi)                         | victim blaming               |
| ვიქტიმშეიმინგი           | (wiktimsheimingi)                         | victim shaming               |
| თიმვორკი                 | (timworki)                                | teamwork                     |
| თოქშოუ                   | (tokshou)                                 | talkshow                     |
| იმპიჩმენტი               | (impitschmenti)                           | impeachment                  |
| იმპლემენტაცია            | (implementazia)                           | implementation               |
| ინვესტორი                | (inwestori)                               | investor                     |
| ინპუტი                   | (inputi)                                  | input                        |
| ინსპირაცია               | (inßpirazia)                              | inspiration                  |
| კომიქსი                  | (komikßi)                                 | comics                       |
| კოლაბორაცია              | (kolaborazia)                             | collaboration                |
| ლიზინგი                  | (lisingi)                                 | leasing                      |
| ლუზერი                   | (luseri)                                  | loser                        |
| მარკეტინგი               | (marketingi)                              | marketing                    |
| მეინსტრიმი               | (meinßtrimi)                              | mainstream                   |
| მენეჯმენტი               | (menedshmenti)                            | management                   |
| მობინგი                  | (mobingi)                                 | mobbing                      |
| ნოუტბუკი                 | (noubuki)                                 | notebook                     |
| პენალტი                  | (penalti)                                 | penalty                      |
| სამმიტი                  | (samiti)                                  | summit                       |
| სტრიმინგი                | (ßtrimingi)                               | streaming                    |
| ფიტნესი                  | (pitneßi)                                 | fitness                      |
| ჯინსი                    | (dshinßi)                                 | jeans                        |
| ჰენდაუტი                 | (hendauti)                                | handout                      |

## Dialekte
Die Georgische Sprache unterteilt sich in 18 regionale Dialekte, deren Grenzen den Grenzen historischer Regionen Georgiens entsprechen und die nach ihren Charakteristika in fünf Haupt-Dialektgruppen eingeteilt werden, und in einen Soziolekt:
- Nordwestliche Dialekte

Regionale Verbreitung georgischer Dialekte:
Imerchewisch
Adscharisch
Gurisch
Imeretisch
Letschchumisch
Ratschisch
Mes’chisch (Samzchisch)
Dschawachisch
Kartlisch
Mochewisch
Mtiuletisch-Gudamaq’risch
Chewsurisch
Tuschisch
Pschawisch
Tianetisch
Kachetisch
Ingiloisch

  - Imeretisch (georgisch იმერული Imeruli) in der Region Imeretien,
  - Letschchumisch (georgisch ლეჩხუმური Letschchumuri) in der Region Letschchumi,
  - Ratschisch (georgisch რაჭული Ratsch’uli) in der Region Ratscha,

- Südwestliche Dialekte
  - Gurisch (georgisch გურული Guruli) in der Region Gurien,
  - Adscharisch (georgisch აჭარული Atsch’aruli) in der heute autonomen Region Adscharien,
  - Imerchewisch (georgisch იმერხეული Imercheuli) in der heute zur Türkei, Provinz Artvin gehörenden Region Imerchewi (hier vorwiegend abseits der Küste im Gebirge),

- Zentrale Dialekte
  - Kartlisch (georgisch ქართლური Kartluri) in der Region Kartlien, der zahlreichste Dialekt (ohne die manchmal als „Oberkartlien“ bezeichneten Regionen Samzche-Dschawachetiens),
  - Mes’chisch (georgisch მესხური Meschuri) in der Region Meschetien, im Mittelalter und heute wieder alternativ auch Samzche genannt (Westteil der Großregion Samzche-Dschawachetien),
  - Dschawachisch (georgisch ჯავახური Dschawachuri) in der Region Dschawachetien (Ostteil der Großregion Samzche-Dschawachetien),

- Nordöstliche Gebirgsdialekte
  - Mochewisch (georgisch მოხეური Mocheuri) in der Region Chewi rund um die Darialschlucht am oberen Terek,
  - Mtiuletisch-Gudamaq’risch (georgisch მთიულურ-გუდამაყრული Mtiulur-Gudamaqruli) südlich davon in der Region Mtiuletien-Gudamaqarien,
  - Chewsurisch (georgisch ხევსურული Chewsuruli) in der Region Chewsuretien,
  - Pschawisch (georgisch ფშაური Pschauri) in der südlicheren Region Pschawien,
  - Tusch(et)isch (georgisch თუშური Tuschuri) in der Region Tuschetien,

- Östliche Dialekte
  - Kach(et)isch (georgisch კახური Kachuri) in der Region Kachetien,
  - Tianetisch (georgisch თიანეთური Tianeturi) in der Region Erzo-Tianetien,
  - Ingiloisch (georgisch ინგილოური Ingilouri) in der historischen Region Saingilo, heute die Rayons Balakən und Zaqatala in Aserbaidschan,
  - Ferejdanisch (georgisch ფერეიდნული Pereidnuli), Dialekt der Nachkommen georgischer Deportierter nach Zentralpersien in der Regierungszeit Schah Abbas des Großen Anfang 17. Jahrhundert, die heute noch im Westen der Provinz Isfahan, besonders dem Bezirk Ferejdan und der Stadt Ferejdun Schahr leben.[2]

- Soziolekt
  - Judäo-Georgisch, die Sprachform der alteingesessenen Georgischen Juden.

Hauptverbreitungsgebiete Südkaukasischer (Kartwelischer) Sprachen, deren Sprecher in Georgien traditionell alle zur Ethnie der Georgier gezählt werden.

Alle Dialekte und auch der Soziolekt Judäo-Georgisch sind untereinander mehrheitlich verständlich und nähern sich zunehmend dem hochsprachlichen Standard der georgischen Schriftsprache an. Demgegenüber sind die verwandten südkaukasischen (kartwelischen) Sprachen, die sanischen Sprachen Mingrelisch und Lasisch sowie das Swanische, mit dem Georgischen mehrheitlich nicht mehr verständlich und werden deshalb in der Kaukasiologie als separate Sprachen klassifiziert. Aufgrund der seit dem Frühmittelalter gemeinsamen Verwendung des Georgischen als georgisch-orthodoxe Kirchensprache (in Lasistan, im Nordosten der Türkei nur bis zur Islamisierung im 14.–17. Jahrhundert, in den anderen Gebieten bis heute), als Adels- und Schriftsprache werden die Sprecher dieser verwandten Sprachen in Georgien aber bis heute zu den ethnischen Georgiern gezählt.

## Familiennamen
Ca. 70 % der georgischen Familiennamen wurden aus Patronymen gebildet, die auf -dse (geschrieben: -ძე) (altgeorgisch „Sohn“) endeten, oder auf -schwili (geschrieben: -შვილი) („Kind“).
Viele georgische Familiennamen können anhand ihrer Endungen sprachlich-dialektal bestimmten Regionen des Landes zugeordnet werden, aus denen sie ursprünglich stammen.
- -dse (-ძე, patronymisch gebildet): meistens westgeorgische und zentralgeorgische (kartlische) Familiennamen, zum Beispiel Schewardnadse, Gamqrelidse, Tschawtschawadse
- -schwili (-შვილი, patronymisch gebildet): meistens ostgeorgische und kartlische Familiennamen, von einigen Ausnahmen aus Westgeorgien abgesehen, zum Beispiel Saakaschwili, Surabischwili, Dschughaschwili
- -eli (-ელი, toponymisch gebildet), wie -schwili vorwiegend aus Ost-, seltener aus Westgeorgien, zum Beispiel Zereteli
- -ia (-ია), -awa (-ავა) oder -ua (-უა): mingrelische Familiennamen, zum Beispiel Gamsachurdia, Beria, Sigua, Melua, Eliawa
- -(i)ani (-(ი)ანი, patronymisch): ursprünglich swanische Familiennamen, aber schon seit dem Spätmittelalter, Frühneuzeit auch auf benachbarte nordwestgeorgische Gebirgsregionen ausgebreitet, zum Beispiel Gelowani, Dadeschkeliani, Dadiani
- -uri (-ური), -uli (-ული): chewsurische Familiennamen und aus benachbarten nordostgeorgischen Bergregionen, zum Beispiel Swiadauri
- -schi (-ში): lasische Familiennamen (in der Türkei seit dem türkischen Familiennamensgesetz nicht mehr erhalten, nur noch in Georgien), zum Beispiel Chalwaschi